# قطعنامه ۱۱۱۲ شورای امنیت
قطعنامه ۱۱۱۲ شورای امنیت سازمان ملل متحد که در تاریخ ۱۲ ژوئن ۱۹۹۷ تصویب شد، سندی بین‌المللی دربارهٔ بررسی وضعیت در بوسنی و هرزگوین است. این قطعنامه طی نشست ۳۷۸۷ام با ۱۵ رای موافق، ۰ مخالف و ۰ ممتنع تصویب شد.